# Belgern
Belgern ist ein Ortsteil der Stadt Belgern-Schildau im Landkreis Nordsachsen in Sachsen (Deutschland). Er liegt auf einer Anhöhe am linken Elbufer.

## Geschichte

Belgern auf einer geschichtlichen Karte des Kreises Liebenwerda (1910).

Belgern wurde am 5. Juni 973 erstmals urkundlich erwähnt. Am 27. Februar 983 erfolgte die erste Erwähnung der civitas Belgora. In der Chronik des Bischofs Thietmar von Merseburg wird Belgern im Zeitraum zwischen 1010 und 1017 dreimal erwähnt. Der slawische Name Belgora bedeutet „Weißer Berg“ und bezieht sich auf die Lage des Ortes.
Am 6. Mai 1286 wird Belgern in einer Urkunde Bodos von Eilenburg zur Schlichtung eines Grenzstreites zwischen Belgeranern und dem Abt von Buch als oppidum (bedeutete damals Stadt) bezeichnet. Ab 1309 gehörte die Stadt samt der Elbfähre dem Kloster. Ab 1486 befand sich in Belgien eine Ordensschule der Zisterzienser.
Von 1575 bis 1578 wurde das Rathaus im Renaissancestil errichtet. Im Jahr 1610 wurde der steinerne Roland errichtet, der an die Stelle des hölzernen Rolands trat.
Verwaltungsmäßig gehörte Belgern nach der Auflösung des Klosters Buch im Zuge der Reformation 1525 zunächst zum sächsischen Amt Belgern, das 1570 vom Kurfürstentum Sachsen an das Stiftsamt Wurzen des Bistums Meißen kam, aber schon 1581 mit dem Amtsrücktritt des letzten Meißner Bischofs wieder kursächsisch und dem Amt Torgau zugeordnet wurde.
Während des Dreißigjährigen Krieges wurde Belgern, das über keine moderne Befestigungsanlage verfügte mehrfach durch kaiserliche und schwedische Truppen geplündert und schließlich 1632 fast völlig zerstört. Von den einst etwa 20.000 Einwohnern lebten 1646 nur noch sieben Ehepaare und drei Kinder in der Stadt, die nach dem Krieg zur völligen Bedeutungslosigkeit herabsank.
Im Jahre 1815 kam das Gebiet an Preußen, das den Landkreis Torgau im Regierungsbezirk Merseburg der Provinz Sachsen einrichtete. Ab 1947 gehörte Belgern zum Land Sachsen-Anhalt und nach der Verwaltungsreform von 1952 zum Kreis Torgau im Bezirk Leipzig. Nach einer Volksbefragung wurde 1990 der Landkreis Torgau dem Land Sachsen zugeordnet. In Bezug auf die Rechtsprechung bestand von 1849 bis 1879 die Gerichtskommission Belgern des Kreisgerichts Torgau. Im Jahre 1879 wurde das Amtsgericht Belgern gebildet, welches 1932 aufgehoben wurde.
Mit Wirkung vom 1. Januar 2013 wurde aus den Städten Belgern und Schildau die neue Stadt Belgern-Schildau gebildet. Zuvor gliederte sich Belgern nach der Hauptsatzung in die Kernstadt sowie die Ortsteile:
- Mahitzschen einschließlich Döbeltitz
- Liebersee einschließlich Dröschkau und Ammelgoßwitz
- Wohlau einschließlich Oelzschau und Seydewitz
- Staritz einschließlich Plotha
- Lausa einschließlich Kaisa
- Bockwitz
- Neußen
- Puschwitz

Belgern war bis 2018 staatlich anerkannter Erholungsort.
Zuletzt hatte Belgern rund 4700 Einwohner.

## Eingemeindungen
| Ehemalige Gemeinde | Datum          | Anmerkung                      |
| ------------------ | -------------- | ------------------------------ |
| Ammelgoßwitz       | 1. Juli 1950   | Eingemeindung nach Liebersee   |
| Bockwitz           | 1. März 1994   |                                |
| Döbeltitz          | 1. Juli 1950   | Eingemeindung nach Mahitzschen |
| Kaisa              | 1. Juli 1950   | Eingemeindung nach Lausa       |
| Lausa              | 1. Januar 1999 |                                |
| Liebersee          | 1. März 1994   |                                |
| Mahitzschen        | 1. April 1993  |                                |
| Neußen             | 1. Januar 1999 |                                |
| Oelzschau          | 1. Juli 1950   | Eingemeindung nach Wohlau      |
| Seydewitz          | 1. Juli 1950   | Eingemeindung nach Wohlau      |
| Wohlau             | 1. März 1994   |                                |

## Politik
→ Siehe auch: Belgern-Schildau Politik
Bis zur Neugründung der Stadt Belgern-Schildau ergaben sich folgende Ergebnisse bei Bürgermeisterwahlen in der Stadt Belgern:
| Wahl                               | Bürgermeister | Vorschlag | Wahlergebnis (in %) |
| ---------------------------------- | ------------- | --------- | ------------------- |
| Auflösung (siehe Belgern-Schildau) |               |           |                     |
| 2008                               | Harald Thomas | Thomas    | 98,0                |
| 2001                               | Harald Thomas | F.D.P.    | 80,9                |
| 1994                               | Harald Thomas | F.D.P.    | 72,3                |

## Kultur und Sehenswürdigkeiten

### Bauwerke
An der linken Seite des Rathauses, einem zwischen 1575 und 1578 entstandenen Renaissancebau, steht der 1610 aus Stein gehauene, fast sechs Meter große Belgerner Roland. Es ist die einzig erhaltene Rolandstatue im Freistaat Sachsen. Außerdem gibt es in der Nähe der neuen Stadthalle, die für Veranstaltungen genutzt wird, einen Roland-Park, mit Miniatur-Ausgaben von Rolanden aus ganz Deutschland.
Auf dem Marktplatz steht eine Nachbildung der Kursächsischen Postdistanzsäule wieder am ursprünglichen Standort, deren wesentliche Originalteile aus dem Jahre 1730 im Museum erhalten blieben.
Überragt wird der Ort von der Kirche St. Bartholomäus aus dem Jahr 1512. An einen Besuch Martin Luthers im Jahr 1522 erinnert ein Gedenkstein vor der Kirche.
Der Klosterhof war einst die Niederlassung des Klosters Buch, zu dessen Herrschaft Belgern rund 200 Jahre gehörte. Als Teil der Stadtbefestigung ist das Oschatzer Tor erhalten.

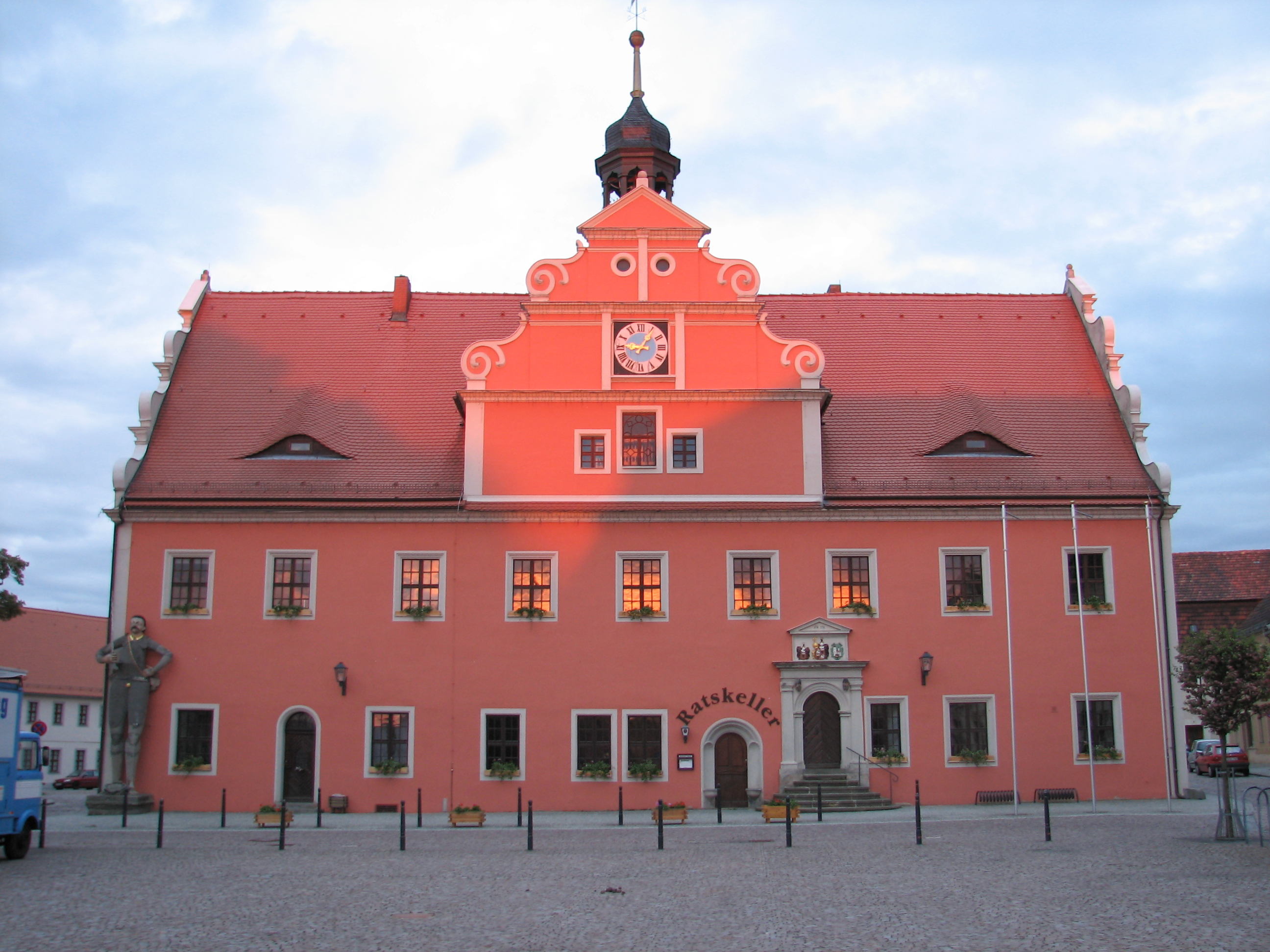
Das Rathaus mit 1610 errichtetem Roland (links). Links im Bildhintergrund das Hauptgebäude von Topfmarkt 7 mit dem neuen Museum von Belgern

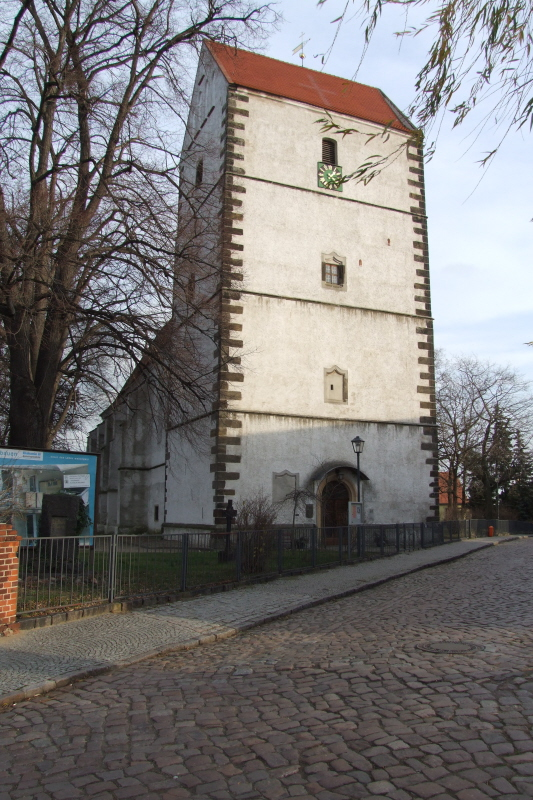
Kirche Sankt Bartholomäus
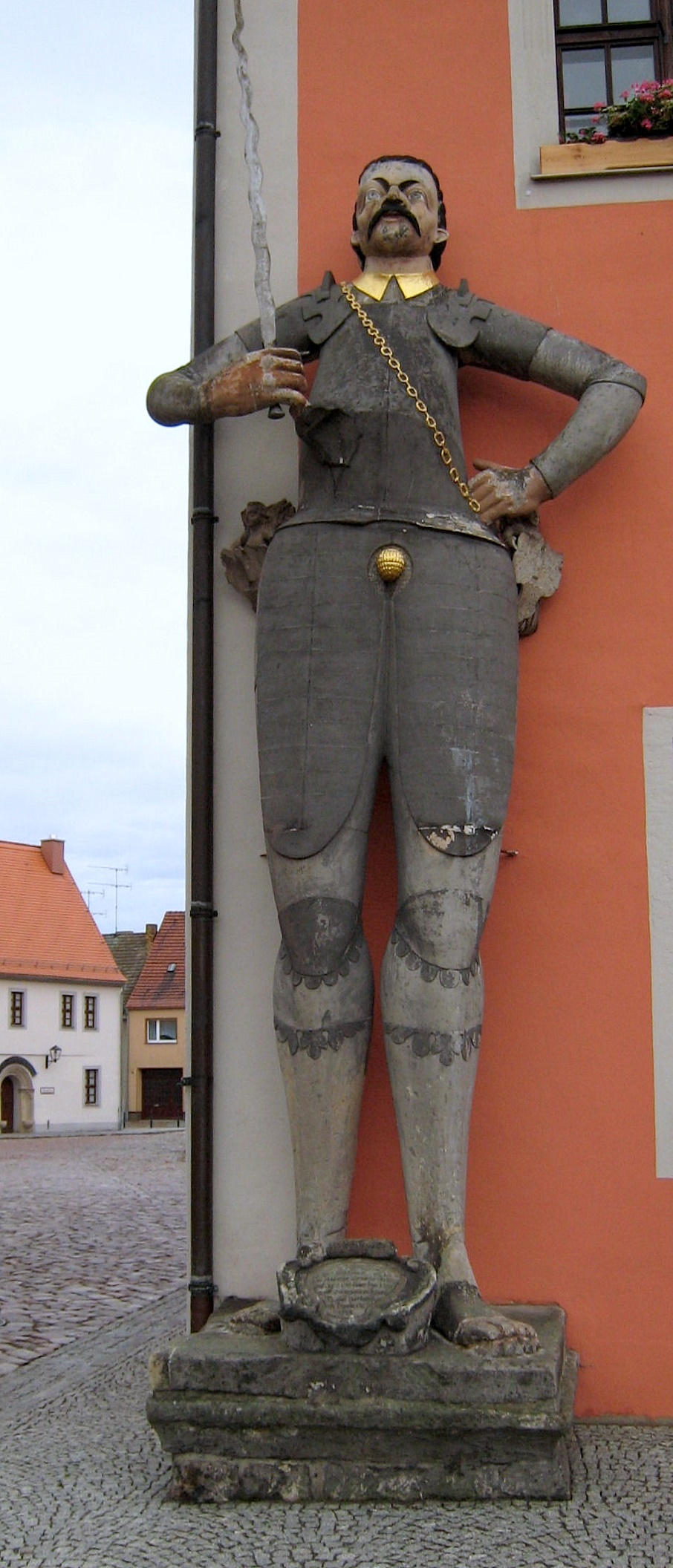
Der Roland in Belgern
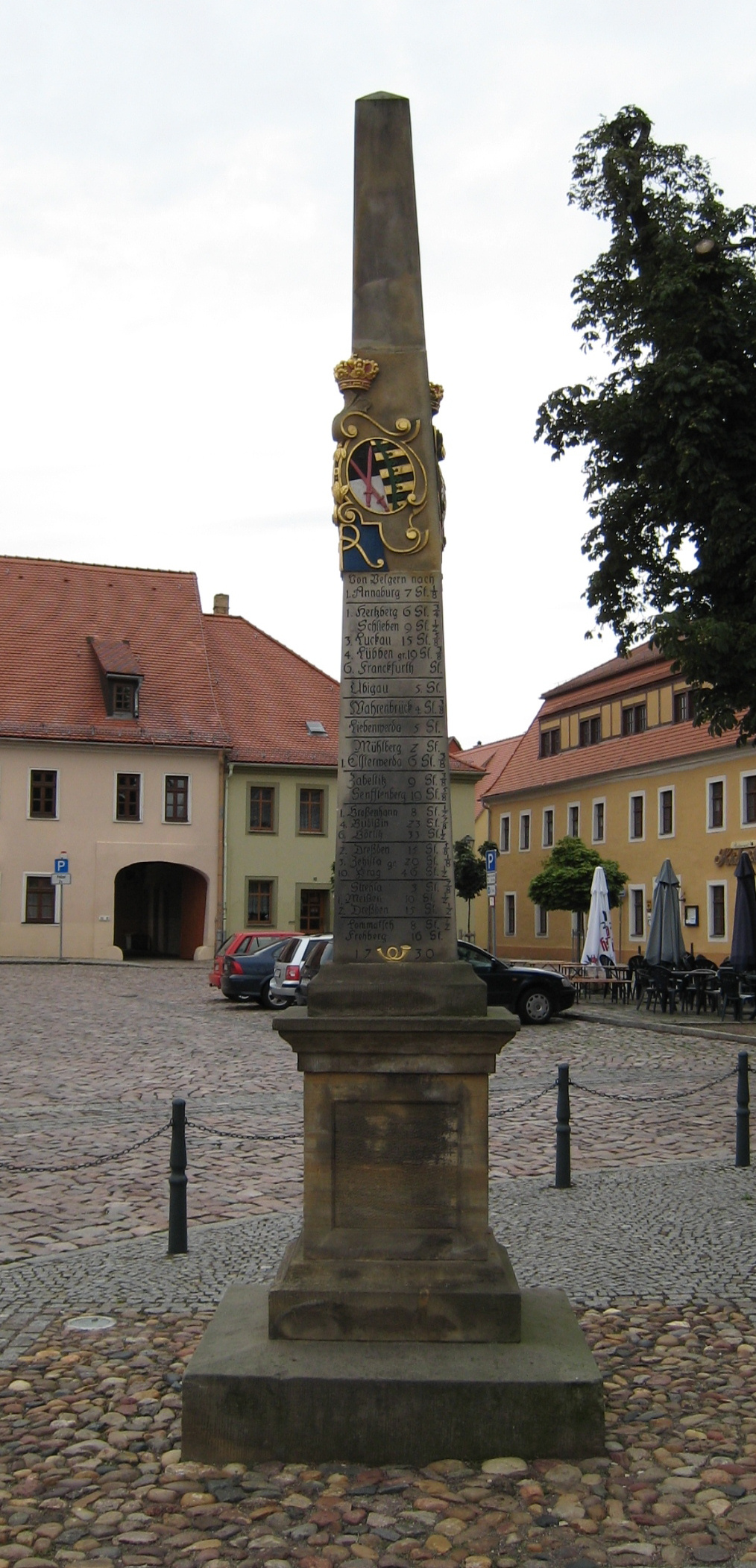
Kursächsische Postmeilensäule
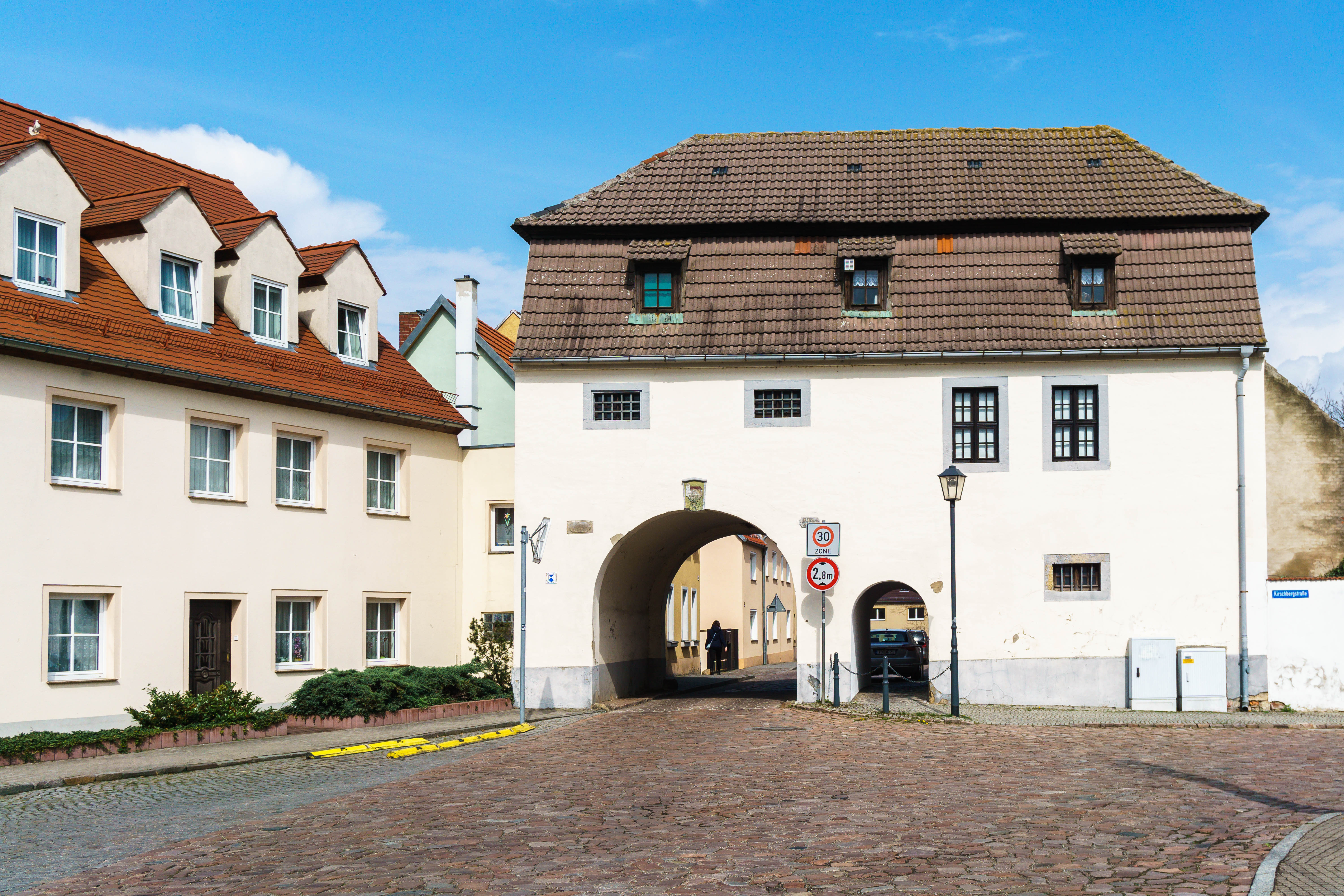
Oschatzer Tor

### Parks
In der Nähe von Belgern befindet sich der Treblitzscher Park. 1928 von einem ansässigen Gutsbesitzer erworben, wurde das fünf Hektar große Areal zum Landschaftspark umgestaltet. Bei der Anpflanzung wurden unterschiedliche Standorte des Parkgeländes in hervorragender Weise berücksichtigt. Vor kalten Ost- und Nordwinden wurde der Park durch dichte, heckenartige Bepflanzung geschützt. Diese und die überaus günstigen lokal-klimatischen Verhältnisse – viel Wasser- und Feuchtflächen erhöhen die Luftfeuchtigkeit, die Lage am Rande der Hochfläche lässt die Kaltluft in Richtung Elbe abfließen – gestatten es, eine außerordentliche Vielfalt ausländischer Gehölze auf engem Raum zu kultivieren. Trotzdem ist keine Gehölzsammlung (Arboretum) entstanden, sondern ein nach ästhetischen Gesichtspunkten gestalteter Landschaftspark.

### Sport
Im Verein SV Roland Belgern mit aktuell 612 Mitgliedern sind Fußball-, Volleyball-, Handball- und Kegelmannschaften vertreten. Zudem gibt es eine Boxstaffel, eine Tischtennisabteilung, eine Turner-Riege und seit 2009 auch eine Wanderabteilung.
Die Privilegierte Schützengilde Belgern 1478 e. V. umfasst ca. 70 Vereinsmitglieder, die in eine Leibkompanie, Grenadierkompanie, Jägerkompanie und eine Sportschützenkompanie unterteilt ist.
Insgesamt ist jeder dritte Belgeraner in einem Verein aktiv.

### Musik
Neben zwei Guggenmusik-Vereinen bestehen ebenfalls noch der Rolandstädter Blasmusikverein und der Rolandstädter Spielmannszug Belgern e. V. Letzterer wurde 1920 gegründet und ist einer der ältesten Spielmannszüge in Sachsen.

### Regelmäßige Veranstaltungen
Pfingsten jeden Jahres findet in Belgern das Stadt- und Schützenfest statt. Dieses beginnt traditionell Freitag mit einem Fackelumzug und einem Feuerwerk. Das alljährliche Fest zieht jedes Mal einige tausend Besucher in die Rolandstadt. Im Stadtpark Döhner werden die Feierlichkeiten rund um die Freilichtbühne begangen. Maßgeblich am Ablauf des Festes beteiligt sind der Rolandstädter Blasmusikverein, die Heide-Guggis e. V. und die Privilegierte Schützengilde Belgern 1478 e. V.

## Wirtschaft und Infrastruktur

### Verkehr

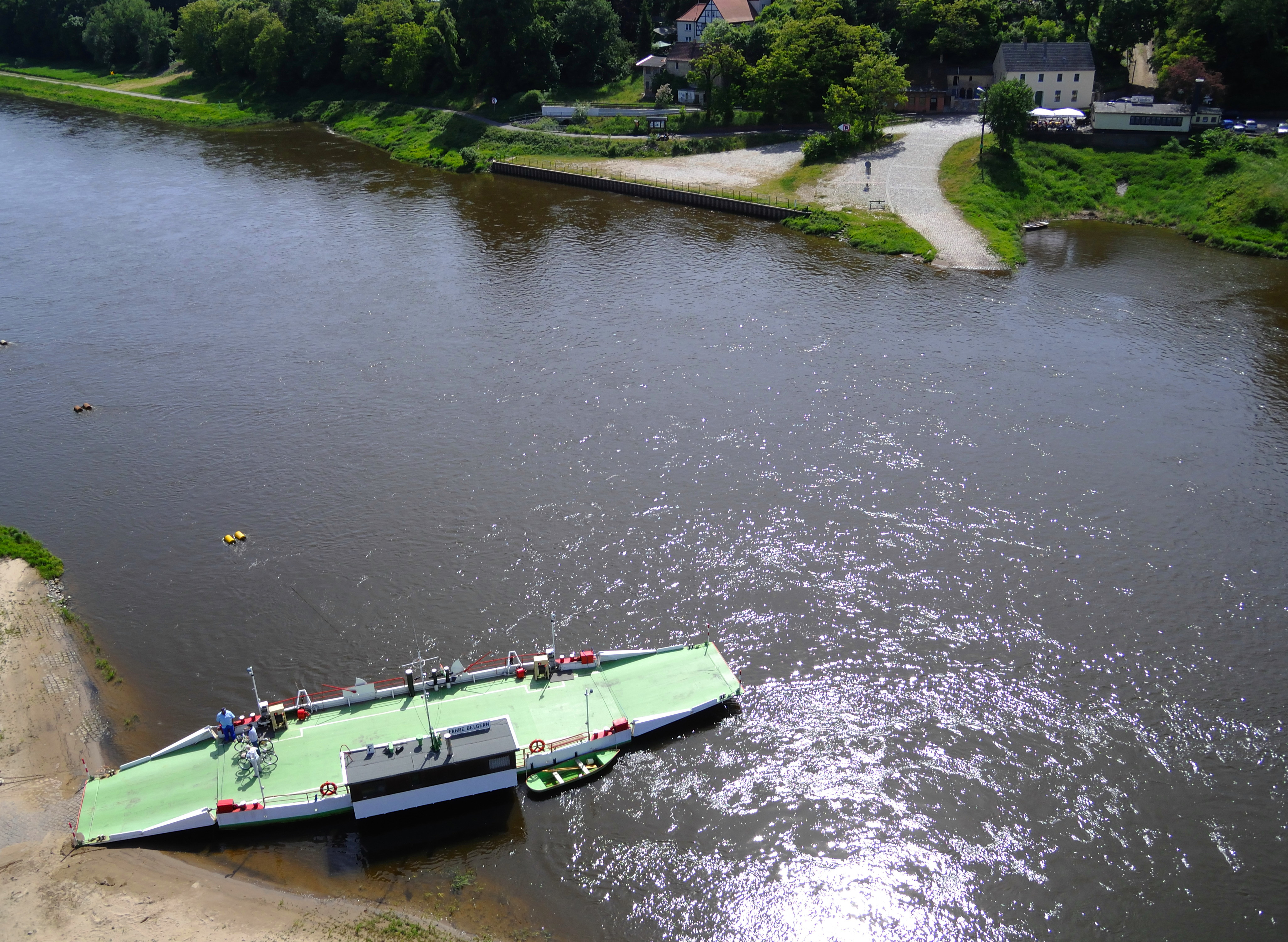
Luftbild Gierseilfähre an der Elbe in Belgern

- Der internationale Elberadweg führt unmittelbar an Belgern vorbei.
- Die Bundesstraße 182 führt durch den Ort.
- Eine Gierseilfähre verbindet Belgern mit dem anderen Elbufer.
- Zwischen den Belgern-Schildauer Ortsteilen Staritz und Seydewitz verbindet eine Elbbrücke Sachsen und Brandenburg in Richtung Mühlberg.
- Von 1915 bis 1995 führte die Bahnstrecke Torgau–Belgern durch die Stadt. In Mahitzschen gab es einen Bahnhof an dieser Strecke. Der Bahnhof Belgern war zugleich Endstation. Beide Bahnhöfe wurden im Personenverkehr bis 1962 fahrplanmäßig angefahren.

### Bildung
In Belgern gibt es mehrere Kindertagesstätten sowie eine Grundschule. Seit dem Sommer 2019 gibt es eine private Schule der Evangelischen Schulgemeinschaft Niederlausitz.

## Söhne und Töchter des Ortes
- Georg Lehmann (1616–1699), lutherischer Theologe
- Friedrich Anton von Heynitz (1725–1802), Reformer des preußischen Berg- und Hüttenwesens
- Carl Wilhelm Benno von Heynitz (1738–1801), sächsischer Berghauptmann
- Hermann Schreck (1817–1891), Jurist und Politiker (DFP), MdR, MdL (Königreich Sachsen)
- Elise Krinitz (1825–1896), Schriftstellerin, letzte Geliebte Heinrich Heines
- Hermann Schreyer (1840–1907), Philologe, Literaturhistoriker und Dramatiker
- Curt Baerensprung (1851–1896), Militärarzt
- Adelheid Bernhardt (1854–1915), Schriftstellerin, geboren in Puschwitz
- Reinhard Bortfeld (1927–2019), Geophysiker